# Walther Stampfli
Pour les articles homonymes, voir Stampfli.
Walther Stampfli, né le 3 décembre 1884 à Büren (originaire du même lieu, d'Aeschi et de Soleure) et mort le 11 octobre 1965 à Zurich, est une personnalité politique suisse, membre du Parti radical-démocratique (PRD).
Il est conseiller fédéral de 1940 à 1947, à la tête du Département de l'économie publique, et président de la Confédération en 1944.

## Biographie
Walther Stampfli naît le 3 décembre 1884 à Büren, dans le canton de Soleure. Il est originaire du même lieu et de deux autres communes du même canton, Aeschi et Soleure. Son père, Kaspar, est enseignant et agriculteur ; sa mère est née Émilie Füeg. Il a un frère cadet, Oskar, conseiller d'État du canton de Soleure de 1933 à 1952.
Après avoir obtenu sa maturité à l'école cantonale de Soleure, il étudie à l'École polytechnique fédérale de Zurich de 1902 à 1904 puis une année à l'Université de Göttingen. Il termine ses études en 1906 à l'Université de Zurich, à la faculté de droit et de sciences politiques, où il obtient un doctorat.
Il est directeur de la rédaction de l'Oltner Tagblatt (de) de 1908 à 1918. Il occupe ensuite le poste de secrétaire de la Chambre de commerce soleuroise jusqu'en 1921, année où il entre chez Von Roll : il y est d'abord secrétaire de direction, puis directeur de 1929 à 1940. Il préside également la Banque cantonale soleuroise à partir de 1935.
Il épouse Ida Kuoch en 1916.

## Parcours politique
Il siège au Grand Conseil du canton de Soleure de 1912 à 1937 et le préside en 1922.
Il est le 59e conseiller fédéral de l'histoire[réf. nécessaire], à la tête du Département de l'économie publique de 1940 à 1947.
Il préside la Confédération en 1944.

### Positionnement politique
C'est un radical de gauche, qui s'attaque vivement dans son journal aux conservateurs catholiques. Il sympathise même avec les socialistes, avant de s'en éloigner à la suite de la grève générale de 1918.